# KOM (Magazin)
KOM (vormals pressesprecher) ist ein Fachmagazin zu strategischer Kommunikation und das Verbandsorgan des Bundesverbands der Kommunikatoren (BdKom). Das Magazin erscheint seit 2003 im Quadriga-Verlag (ehemals Helios Media).

## Geschichte
Die erste Ausgabe des Magazins unter dem Titel pressesprecher erschien im Jahr 2003.
Im Jahr 2021 wurde das Magazin umbenannt und gerelauncht. Als Grund wurde angegeben, dass sich immer weniger Kommunikationsverantwortliche mit der Berufsbezeichnung Pressesprecher identifizieren können. Am 6. Juli 2021 erschien die erste Ausgabe unter dem neuen Titel KOM, mit Themenschwerpunkt Berufsbild der Kommunikationsbranche.

## Inhalt
KOM informiert über die Kommunikation von Unternehmen und von anderen Organisationen im deutschsprachigen Raum sowie über den Beruf des Kommunikationsmanagers und porträtiert Vertreter der Branche. Es informiert über Aus- und Weiterbildungsmöglichkeiten, wissenschaftliche Hintergründe und berufspolitische Entwicklungen.

## Weitere Angebote
Im wöchentlich erscheinenden Newsletter KOMszene (vormals Sprecherszene) werden Personalwechsel und Kommentare zu aktuellen Ereignissen veröffentlicht. KOM ist regelmäßig Medienpartner von Fachtagungen und Kongressen zu aktuellen Themen der Kommunikationsbranche.